# Villaverde del Ducado
Villaverde del Ducado é um povoado situado dentro da província de Guadalajara (Espanha).
- Altitude: 1.149 metros
- População: 64 habitantes
- Distância da capital (Guadalajara): 82 quilômetros.

Geograficamente encontra-se ao norte da província de Guadalajara, concretamente a 82 quilômetros, e a 135 quilômetros de Madrid e 480 quilômetros de Barcelona.

## Ligação externa
- Página oficial na web